# Virsligas Winter Cup 2015
La Virsligas Winter Cup 2015 (in lettone Virsligas Ziemas Kauss) è stata la 3ª edizione del torneo a eliminazione diretta. La competizione è iniziata il 19 gennaio 2015 ed è terminata il 26 febbraio 2015. Lo Skonto ha vinto il torneo per la seconda volta, dopo il successo dell'anno precedente.

## Fase a gironi

### Girone A
| Squadra        | P.ti | G | V | P | S | RF | RS | DR  |
| -------------- | ---- | - | - | - | - | -- | -- | --- |
| Skonto         | 9    | 3 | 3 | 0 | 0 | 16 | 1  | +15 |
| Ventspils      | 6    | 3 | 2 | 0 | 1 | 7  | 6  | +1  |
| BFC Daugavpils | 3    | 3 | 1 | 0 | 2 | 3  | 10 | -7  |
| Metta/LU       | 3    | 3 | 0 | 0 | 3 | 4  | 13 | -9  |
| Daugava Rīga   | -    | - | - | - | - | -  | -  | -   |

|                | BFC   | DaR | M/LU | Sko   | Ven   |
| BFC Daugavpils |       | x   |      |       | 0 - 2 |
| Daugava Rīga   |       |     | x    |       |       |
| Metta/LU       | 2 - 3 |     |      | 1 - 5 | 1 - 5 |
| Skonto         | 6 - 0 | x   |      |       |       |
| Ventspils      |       | x   |      | 0 - 5 |       |

### Girone B
| Squadra       | P.ti | G | V | P | S | RF | RS | DR  |
| ------------- | ---- | - | - | - | - | -- | -- | --- |
| Liepāja       | 7    | 3 | 2 | 1 | 0 | 12 | 2  | +10 |
| Jelgava       | 5    | 3 | 1 | 2 | 0 | 9  | 5  | +4  |
| Valmiera      | 1    | 3 | 0 | 1 | 2 | 4  | 9  | -5  |
| Rēzeknes BJSS | 3    | 3 | 1 | 0 | 2 | 3  | 12 | -9  |
| Gulbene       | -    | - | - | - | - | -  | -  | -   |

|               | Gul | Jel   | Lie   | Rez   | Val   |
| Gulbene       |     |       | x     |       | x     |
| Jelgava       | x   |       |       | 5 - 1 | 3 - 3 |
| Liepaja       |     | 1 - 1 |       |       | 4 - 1 |
| Rezeknes BJSS | x   |       | 0 - 7 |       |       |
| Valmiera      |     |       |       | 0 - 2 |       |

## Fase finale

### Finale 7º posto
Non disputata, in quanto erano rimaste soltanto sette squadre. Il  Rēzeknes BJSS venne classificato al settimo posto.

### Finale 5º posto
| Squadra 1        | Risultato      | Squadra 2 |
| ---------------- | -------------- | --------- |
| 24 febbraio 2015 |                |           |
| Metta/LU         | 1 – 1(4-1 dcr) | Valmiera  |

### Finale 3º posto
| Squadra 1        | Risultato | Squadra 2 |
| ---------------- | --------- | --------- |
| 25 febbraio 2015 |           |           |
| BFC Daugavpils   | 0 – 3     | Jelgava   |

### Finale 1º posto
| Squadra 1        | Risultato | Squadra 2 |
| ---------------- | --------- | --------- |
| 26 febbraio 2015 |           |           |
| Skonto           | 3 – 1     | Liepāja   |

## Classifica finale
| Pos.     | Squadra        |
| -------- | -------------- |
| 1        | Skonto         |
| 2        | Liepāja        |
| 3        | Jelgava        |
| 4        | BFC Daugavpils |
| 5        | Metta/LU       |
| 6        | Valmiera       |
| 7        | Rēzeknes BJSS  |
| Ritirato | Ventspils      |
| Escluso  | Gulbene        |
| Escluso  | Daugava Rīga   |